# Stadio Ezio Scida
Das Stadio Ezio Scida (voller Name: Stadio Comunale Ezio Scida; deutsch Städtisches Stadion Ezio Scida) ist ein Fußballstadion in der südostitalienischen Stadt Crotone der gleichnamigen Provinz, Region Kalabrien. Der Fußballverein FC Crotone trifft hier auf seine Gegner. Derzeit bietet das Stadion 16.108 Zuschauerplätze.

## Geschichte
Das stadteigene Stadion mit einer überdachten Haupttribüne hat seinen Namen von einem ehemaligen Spieler des Vereins, der am 19. Januar 1946 bei einem Unfall starb. Der Mannschaftsbus stieß am Abend vor einem Freundschaftsspiel gegen Castrovillari Calcio auf rutschiger Straße mit einem Lastwagen zusammen. Kapitän Ezio Scida wurde von der herabfallenden Ladung des LKW getroffen und erlag seinen Verletzungen. Die Beerdigung von Scida zahlten die Spieler des Vereins Castrovillari Calcio aus eigener Tasche. Neben dem FC Crotone trägt auch die 1989 gegründete American-Football-Mannschaft der Achei Crotone ihre Spiele im Ezio Scida aus.
Über die Jahre veränderten mehrere Umbauten das Aussehen der Sportstätte. Zuletzt 1999, als die Anlage 5.000 Zuschauer fasste, wurde das Stadion umgebaut und erweitert. Danach hatte die Haupttribüne 2.336 Plätze; die Gegentribüne 2.471 Plätze; 966 Plätze waren es in der Nordkurve und 834 Gästeplätze. Mit dem Aufstieg des FC Crotone 2000 in die Serie B wurde die Südkurve mit 2.940 Plätzen fertiggestellt. Dazu kommt eine Pressetribüne mit 80 Plätzen. Bis 2016 fasste das Stadion 9.631 Zuschauer. Da der FC Crotone aber als Meister der Serie B 2016/17 erstmals in der Vereinsgeschichte in die Serie A aufstieg, wurde das Stadio Ezio Scida im Zuge dessen ausgebaut und die Kapazität auf 11.640 Zuschauerplätze erhöht.